# Regne de Frígia
El regne de Frígia va ser un territori del centre de l'Àsia Menor. Els frigis van establir aquest regne quan es va enfonsar l'Imperi Hitita cap a la meitat del segle xiii aC. El territori era el que havia estat el centre dels dominis hitites, el Regne d'Hatti. Els frigis, cap al final del segon mil·lenni, es van barrejar amb els muskhi, un dels pobles de procedència desconeguda que van provocar la desaparició de l'Imperi Hitita. La unificació dels frigis i els muskhi es va produir probablement a mans del rei muskhi Mita, que es pot identificar amb Mides I, ben conegut per la tradició grega.
Els frigis van establir un regne a l'Àsia Menor central amb capital a Gòrdion, regne que va subsistir fins que els cimmeris i els escites el van destruir al segle vii aC i la major part va passar a Lídia. Finalment va passar a Pèrsia el 546 aC i va ser una satrapia, la Satrapia de Frígia. Modernament se suposa que el frigis eren els ancestres dels georgians.
La gorra frígia, un barret característic d'aquest poble, es encara símbol de llibertat.
La regió de Mísia es va dir llavors Frígia Hel·lespòntica però no era la Frígia pròpia.

## Reis de la dinastiaTantàlida
- Tàntal (Tantalos) que va regnar cap al 1300 aC
- Teufront sobre el 1300 aC
- Tèlef
- Tarhont
- Mígdon circa el 1200 aC
- Curtios
- Desconegut
- Gòrdios I
- Mides I
- Gòrdios II
- Mides II
- Gòrdios III cap a la meitat del segle viii aC
- Mides III 738 aC - 695 aC
- Gòrdios IV 695 aC - 670 aC
- Mides IV sobre l'any 670 aC
- destrucció del regne pels cimmeris segle vii aC
- a Lídia 626 aC - 590 aC
- Mides V potser del 590 aC - al 570 aC
- Gòrdios V aproximadament del 570 aC al 546 aC
- a Pèrsia l'any 546 aC

## Sàtrapes perses de laFrígia HelespònticaoDascilios
- Artabazos I (Irdumazda) cap al 480 aC - fins potser el 450 aC
- Farnabazos I (Parnadumazda) entre el 450 aC i el 430 aC aproximadament
- Farnaces (Parnaka) potser des del 430 aC fins al 420 aC
- Farnabazos II segurament del 420 aC al 387 aC
- Ariobarzanes (Arayabardumazda) del 387 aC al 363 aC
- Artabazos II del 363 aC al 353 aC (de Bactriana segurament del 328 aC al 320 aC)
- Arsites sobre el 353 aC al 333 aC
- Conquerit per Alexandre el Gran de Macedònia l'any 333 aC

## Sàtrapes macedonis
- Cales del 333 aC al 331 aC
- Demarc del 331 aC al 323 aC
- Lleonat del 323 aC al 322 aC
- Èumenes de Càrdia el diàdoc del 322 aC al 321 aC
- Arrideu del 321 aC al 318 aC
- Ptolemeu del 318 aC al 313 aC
- Fènix de Ténedos del 313 aC al 309 aC
- d'Antígon rei de Sardes del 305 aC al 301 aC
- a Seleuc I Nicàtor el 301 aC
- als Selèucides des del 301 aC al 190 aC
- a Pèrgam l'any 190 aC